# Lissocreagris nickajackensis
Lissocreagris nickajackensis es una especie de arácnido del orden Pseudoscorpionida de la familia Neobisiidae.

## Distribución geográfica
Se encuentra en Tennessee (Estados Unidos).